# Jaktbart vilt
För andra betydelser, se Vilt (olika betydelser).
Jaktbart vilt är vilda däggdjur och fåglar som jagas för att bli mänsklig föda. Djuret som jagas kallas för villebråd (från fornnordiskans ville=vilt bråd=stek). Olika djur jagas i olika delar av världen vilket påverkas av klimatet, av djurtillgången, av den lokala matkulturen och av vad som är accepterat att jaga i den delen av världen. Olika åtgärder som gynnar beståndet av en art kallas viltvård.
Ofta delar man in det jaktbara viltet i småvilt och högvilt, beroende på de lagar som reglerar jakten. Exempel på småvilt är kanin och hare och fåglar som fasaner och änder. Högvilt kan vara till exempel älg, hjort, säl och björn. Termen storvilt brukar användas för sådana djur som huvudsakligen jagas som troféer och inte för köttets skull, som elefant, lejon och noshörning.
Man kan även skilja på hårvilt (däggdjur) och fjädervilt (fåglar) efter franska kökets uppdelning i gibier à poil respektive gibier à plume. Vidare kan man beteckna viltet efter beteende, så kan man till exempel särskilja tryckande vilt (fälthöns och harar) från löpande eller sträckande (änder och gäss). De jaktbara rovdjuren, som björn, lodjur, räv och mård kallas för rovvilt. Slutligen kan man skilja ut klövvilt från annat jaktbart vilt.
Inom matlagning menas med vilt kött från vilda djur, som till exempel älg, rådjur, hjort, fasan och ripa. Även ren kallas ibland i matsammanhang för vilt. Viltkött är magert och näringsrikt.